# Iñigo Muguerza
Iñigo Muguerza, és un escultor  espanyol, nascut a Cantàbria a 1963. Ve d'una família d'artistes, net del guitarrista Regino Sainz de la Maza (1896 - 1981) i besnet de l'escriptora Concha Espina (1869 - 1955).
Va iniciar la seva educació artística en l'estudi de Amadeo Roca, entre 1977 i 1985.

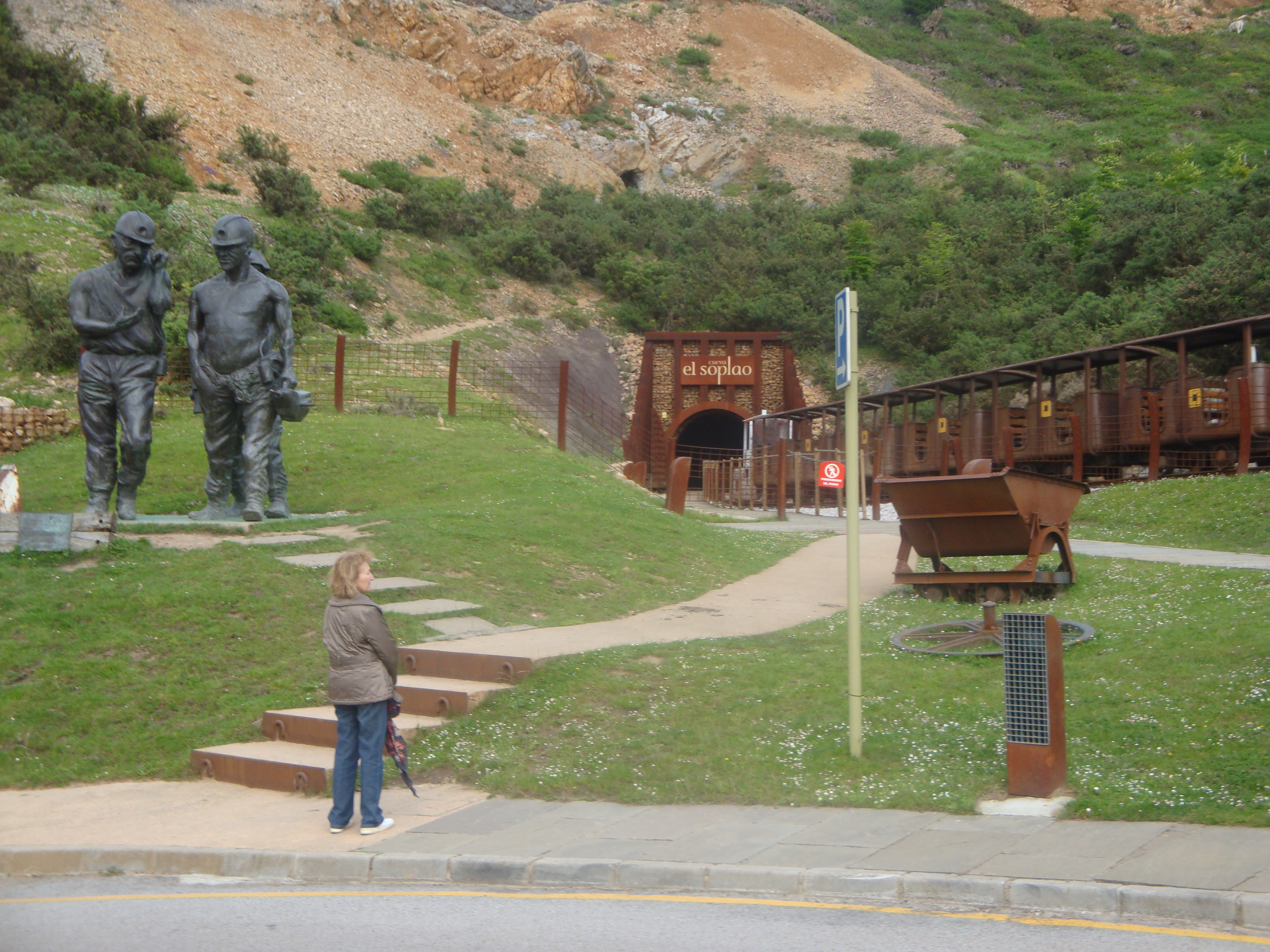
Miners en l'entrada de les Coves del Soplao

Es poden contemplar obres de l'autor en places públiques de Santander, Oviedo (escultura urbana coneguda amb el nom de  Caballo) i la Comunitat de Madrid. És seva l'escultura costumista (encarregada per part de la Conselleria de Cultura, Turisme i Esport, com a homenatge als miners) que presideix l'esplanada de les Coves del Soplao, (Cantàbria).
També realitza bustos de personatges il·lustres o destacats, com ara els seus parents artistes, el guitarrista Regino Sainz de la Maza, el seu avi, i de l'escriptora Concha Espina, la seva besàvia.
 
Durant la seva educació a Madrid, va realitzar obres de diversos membres de la Família Real. Entre altres grans obres d'aquest autor podem destacar l'estàtua dedicada al Papa Joan Pau II a Brunete que té uns tres metres d'alçada.
És un experimentat genet, cosa que el va portar a muntar una ferreria com a part del seu treball com escultor de metalls (fonamentalment bronze), utilitzant la forja i recuperant l'ofici de ferrer.
A 1991, la família de Fernando Martín, jugador de bàsquet del Reial Madrid i de la selecció espanyola, li va encarregar una escultura que es va col·locar al costat de la seva tomba, al cementiri de l'Almudena, madrid.